# József Szabó (calciatore 1956)
József Szabó (Dorog, 31 gennaio 1956) è un dirigente sportivo, allenatore di calcio ed ex calciatore ungherese, di ruolo attaccante.

## Carriera
Fu capocannoniere del campionato ungherese nel 1984.

## Palmarès

### Giocatore

#### Individuale
- Capocannoniere del campionato ungherese: 1

1983-1984 (19 gol)
- Capocannoniere della Coppa UEFA: 1

1984-1985 (8 gol)